# 로렌초 미노티
로렌초 미노티(이탈리아어: Lorenzo Minotti, 1967년 2월 8일 ~ )는 현역 생활중 수비수로 뛰었던 전 이탈리아의 축구 선수이다.

## 선수 경력
그는 1985년에 세리에 B에 있던 체세나에서 선수 생활을 시작하였고 파르마, 칼리아리, 토리노, 트레비소에 있는동안 세리에 A에서 뛰었다. 미노티는 두 차례의 코파 이탈리아 우승과 한 번의 UEFA 컵 우승 을 하였다. 또한 1993년에 한 번의 UEFA 컵 위너스컵 우승을 경험했는데, 결승전이 열렸던 웸블리 스타디움에서 그는 영광스러운 첫 선제골을 기록하였다. 미노티는 파르마에 있어서 최고의 선수중 한 명이였고, 수년간 주장직을 맡기도 하였다.
이탈리아 축구 국가대표팀에서는 8경기에 출전하였고 1994년 FIFA 월드컵 선수단에 포함되었으나, 단 한경기도 뛰지는 못했다.

## 선수 생활 이후
2010년 6월 이후부터 체세나의 단장직을 수행중이다.